# Округ Сент Луис (Минесота)
Округ Сент Луис (енгл. St. Louis County) је округ у америчкој савезној држави Минесота.

## Демографија
По попису из 2010. године број становника је 200.226, што је 302 (-0,2%) становника мање него 2000. године.
| Група             | 2000.           | 2010.           |
| Белци             | 189.314 (94,4%) | 184.769 (92,3%) |
| Афроамериканци    | 1.704 (0,8%)    | 2.739 (1,4%)    |
| Азијати           | 1.333 (0,7%)    | 1.774 (0,9%)    |
| Хиспаноамериканци | 1.597 (0,8%)    | 2.409 (1,2%)    |
| Укупно            | 200.528         | 200.226         |